# AGM-63
AGM-63 è il programma relativo ad un missile antiradar a medio raggio sviluppato per conto della US Navy a partire dai primi anni sessanta. Il missile rimase interamente sulla carta, poiché il programma venne cancellato entro la fine del decennio.

## Storia
Le origini dell'AGM-63 si possono ritrovare nel marzo 1962 quando la marina militare statunitense richiese lo sviluppo di due missili antiradar (ARM) che fossero complementari al modello a corto raggio AGM-45 Shrike. I due sistemi avrebbero dovuto operare, rispettivamente, su distanze di 90 km (50 mni) e 180 km (100 mni). Il missile a medio raggio era noto come ARM I, e quello a lungo raggio come ARM II.
Lo sviluppo dell'ARM I venne approvato nel 1963, con la denominazione ZAGM-63A. Questo sistema, però, fu sempre afflitto dalla mancanza di fondi, a causa della maggiore priorità che avevano i programmi per l'aggiornamento dell'AGM-45 e per lo sviluppo dei nuovi AGM-78 Standard ARM ed AGM-88 HARM.
I lavori intorno all'AGM-63 continuarono per diversi anni in linea puramente teorica, e non furono mai definite le caratteristiche tecniche o le varie configurazioni. Alla fine del decennio, l'AGM-63 fu definitivamente cancellato.